# 오오쿠 (2023년 드라마)
『오오쿠』(일본어: 大奥 おおおく[*])는 2023년 1월 10일부터 3월 14일까지 NHK종합 드라마 10에서 방송 했던 TV드라마이다. 또 같은 해, 10월 3일부터 시즌2가 방송 중이다.
요시나가 후미의 만화 『오오쿠』를 원작으로, 도쿠가와 이에미츠와 마데노코지 아리코토, 도쿠가와 츠나요시와 에몬노스케, 도쿠가와 요시무네와 미즈노 유노신의 3편의 에피소드를 포함해, 지금까지 실사화 작품에서는 그려지지 않았던 대정봉환에 이르기까지의 과정을 그려나간다.

## 캐스팅

### 8대 도쿠가와 요시무네×미즈노 유노신 편
도쿠가와 요시무네 / 노부
배우 - 토미나가 아이 (아역 - 시미즈 카호)
키슈번주 도쿠가와 미츠사다의 3녀로, 8대 쇼군. 남녀 역전된 현재의 세상을 의문스럽게 생각하고, 유히츠의 무라세를 방문한다. 사망 직전, 타누마 요시츠구에게 적면포창의 해결을 부탁하고 사망한다
미즈노 유노신 / 신키치
배우 - 나카지마 유토
가난한 하타모토의 아들. 소꿉친구 노부를 좋아하지만, 신분이 달라 결혼을 포기하고, 그녀에 대한 생각을 끊기 위해, 집안 살림을 돕기 위해, 오오쿠에 들어간다. 고산노마에 배속된 후, 오츄로로 승진한다. 요시무네의 고나이쇼노카타로 뽑혀, 공식적으로는 사형되었지만, 요시무네의 주선으로 새로운 이름을 부여받아, 쵸닌 "신키치"로서 살게 된다. 노부와 결혼하여, 타지마야의 사위가 되어 가게를 돕고 있다.
스기시타
배우 - 카자마 슌스케
고산노마. 오오쿠에 들어온지 10년된 고참. 미즈노를 여러모로 돕고, 그가 오츄로로 승진하자, 헤야코가 되었다. 그 후, 온후하고 성질하며 충실한 인품을 사, 요시무네의 오츄로가 된다. 또, 이에시게의 시대에는 오오쿠 소오토리시마리로 승진. 일찍이 "아버지"를 잃은 이에시게의 아버지 대역을 했다.
카노 히사미치 / 오미츠
배우 - 칸지야 시호리 (아역 - 고토 유이라)
요시무네의 소꿉친구. 키슈 시절부터 요시무네를 섬기는 오른팔 같은 존재
후지나미
배우 - 카타오카 아이노스케
7대 쇼군 도쿠가와 이에츠구 대부터 오오쿠 소오토리시마리를 맡고 있는 남자
노부
배우 - 시라이시 세이
미즈노의 소꿉친구. 부유한 상가, 약종 도매상 "타지마야"의 후계자. 유노신을 좋아하며, 그가 오오쿠에 들어간 후에도 잊지 못하고, 부모님의 데릴사위 이야기를 계속 거부하고 있었다. 후에, 신키치가 되어 돌아온 유노신과 결혼한다.
마츠시마
배우 - 하시모토 아츠시
오츄로 중 한명
카시와기
배우 - 이노우에 유우키
오츄로 중 한명. 후지나미가 마음에 들어한다.
무라세 마사스케
배우 - 이시바시 렌지 (요시무네편・츠나요시편), 오카야마 아마네 (이에미츠편)
고유히츠. 이에미츠 시대부터, 카스가노츠보네의 명으로 오오쿠에서 일어난 일을 "몰일록"이라는 이름의 일기에 적는다. 요시무네 대에 이르러 노인이 될 때까지 오오쿠에 있다가, 찾아온 요시무네에게 "몰일록"을 건네주며, 그녀의 오오쿠에 대한 의문에 답한다. 8화 첫부분에 갑작스레 사망. 동시에 츠나요시 사망 뒷부분의 "몰일록" 분실이 드러나 요시무네에게 의심을 자아내게 했다.
미즈노의 어머니
배우 - 오오니시 토모코
소에지마
배우 - 우에키 쇼헤이
고산노마 중 한 사람. 신참인 미즈노를 괴롭힌다
시라카와
배우 - 사사키 요헤이
오츄로 중 한 사람
카키조에
배우 - 산토키 소우마
고후쿠노마.요시무네와 대면하는 미즈노에게, 카미시모의 디자인 도안을 묻다.
오츄로
배우 - 나가모리 카나메, 오쿠자키 카이토, 츠치야 카케루, 시게마츠 나오키
오죠구치
배우 - 오오코시 세이고
요시무네가 소부레를 행할 때, 자물쇠를 푸는 사람
요시무네의 시녀
배우 - 미야시타 사키
마나베 아키후사
배우 - 코쿠부 사치코
쇼군의 측근으로, 6대 쇼군 이에노부와 7대 쇼군 이에츠구의 2대에 걸쳐 막부 정치를 주도해 온 소바요닌. 재정난이 심한데 호화로운 기모노를 맞춘 것을 나무라, 요시무네에게 해고당한다.
도쿠가와 이에시게
배우 - 미우라 토코
요시무네의 장녀로, 9대 쇼군. 언어, 배뇨장애 등의 장애가 잇어 주위에서는 폐적을 바라는 목소리도 나왔다. 하지만, 지능은 정상이기 때문에, 주위의 편견이나 악의를 건드려져서 성격이 일그러졌다. 남자에게는 손이 빠르고 변덕스럽다. 항상 술을 마시고, 장기를 잘 둔다.
오오오카 타다스케
배우 - MEGUMI
요시무네의 측근. 에도의 마치부교
오가와 쇼센
배우 - 카타기리 하이리
의사. 요시무네가 설치한 메야스바코에 시약원 개설을 탄원하는 투서를 올렸더니, 허가를 받아, 코이시카와 양생소가 설립되었다.
오오오카 타다미츠
배우 - 오카모토 레이
이에시게의 코쇼가시라.
타츠
배우 - 토우마 아미
이에시게의 코쇼. 후의 타누마 오키츠구
츠시마노카미, 이즈미노카미, 카와치노카미
배우 - 코야나기 유키미, 미우라 쥰코, 니키 사치코
로쥬들. "시중에서 직접 쌀을 사들여, 쌀값을 올리기로 하겠다"는 요시무네의 시책을 담당하는 것을 고사했기 때문에 면직되었다.
우노키치
배우 - 요시다 요
오하시타. 꽃미남은 아니지만, 청소 일을 하고 있던 도중, 요시무네의 승은을 입었다. 나중에 요시무네의 장녀, 이에시게의 아버지라고 알려지게 된다.
의사
배우 - 야마자키 미키
요시무네가 장녀 이에시게를 출산할 당시의 담당의
조수
배우 - 에모리 사야
오가와 쇼센의 조수
마츠다이라 노리사토
배우 - 쿠로사와 아스카
로쥬. 사콘에노쇼겐(左近将監). 요시무네에게 "차기 쇼군은 장녀 이에시게가 아니라, 차녀 무네타케가 적합하다"고 진언한다
도쿠가와 무네타케
배우 - 마츠카제 리사키
요시무네의 차녀. 용모가 아름답고, 총명하여, 주위에서 후계자가 되길 희망한다. 고산쿄 타야스 도쿠가와가의 초대 당주. 또, 자녀로는 무츠 시라카와번주 마츠다이라 사다노부 등이 있다.
사요히메
배우 - 타케노야 사키
요시무네의 3녀로, 후의 도쿠가와 무네타다. 고산쿄 히토츠바시 도쿠가와가의 초대 당주. 자녀로는 히토츠바시 하루사다가 있으며, 그 자식인 도쿠가와 이에나리斉가 11대 쇼군이자, 손자이다.
잇페이타
배우 - 호사카 린쿠
적면포창에 걸려 코이시카와 양생소에 실려온 아이
카요
배우 - 타치바나 칸나
잇페이타의 어머니
사콘
배우 - 우치다 유우타
오코우노카타
배우 - 요시다 타이키
이에시게의 측실. 후계자인 이에하루의 아버지
도쿠가와 이에하루
배우 - 타카다 카호 (의료편) (아역 - 오치이 미유코, 15세시기 아역 - 모리야마 노에루)
이에시게의 장녀. 아버지는 오코우노카타. 또한, 요시무네의 손자이며, 후의 10대 쇼군
홋타 마사스케
배우 - 사토 미유키
로쥬 수좌
니시오 타다나오, 혼다 마사요시
배우 - 후치노 요코, 야마모토 유코
로쥬
코쇼
배우 - 쿠로다 카즈마사

### 3대 도쿠가와 이에미츠×마데노코지 아리코토 편
도쿠가와 이에미츠 / 치에
배우 - 홋타 마유 (아역 : 타카라베 카호미)
도쿠가와 이에미츠의 딸. 남성의 이에미츠가 적면포창으로 사망했기 때문에, 그의 대역으로 생활하게 된다.
마데노코지 아리코토 / 오만
배우 - 후쿠시 소타
공가 출신의 승려였으나, 카스가노츠보네에 의해 환속되어, 이에미츠의 측실 "오만노카타"가 되었다. 카스가노츠보네 사망 후, 오오쿠 소오토리시마리가 되어, 오오쿠의 기반을 쌓아갔다.
카스가노츠보네
배우 - 사이토 유키
이에미츠의 유모로, 오오쿠 소오토리시마리. 남성 이에미츠의 사후, 그의 죽음으로 인한 국가 혼란을 막고, 도쿠가와가의 존속을 도모하기 위해, 사실 은폐와 일본국의 쇄국 정책, 오오쿠 안의 남녀 역전을 발상하여 실행에 옮긴 장본인이다.
교쿠에이 / 오타마
배우 - 오쿠 토모야
아리코토의 제자승려. 아리코토와 함께 환속하여, 오오쿠에서 그의 헤야코를 하게 된다. 후의 아리코토의 부탁으로 이에미츠의 측실 "오타마토카타"가 되어 토쿠코 (도쿠가와 츠나요시)를 얻었다.
이나바 마사카츠
배우 - 마시마 히데카즈
카스가노츠보네의 아들. 치에의 카게무샤
스나미 시게사토
배우 - 타나카 코타로
오츄로 중 한 사람. 아리코토의 라이벌로, 와다, 카츠타와 짜고 아리코토나 교쿠에이를 괴롭힌다. 그 후 괴롭힘을 견디지 못한 교쿠에이의 책략에 의해, 이에미츠와 아리코토의 애묘인 와카무라사키 살해 혐의를 받고 카스가노츠보네로부터 할복하라는 명령을 받는다.
와다 마사타카, 카츠카 요리히데
배우 - 사토 유우키, 미즈마 론
오츄로. 아리코토의 라이벌로, 스나미와 함께 교쿠에이를 괴롭히다가, 그가 죽은 후 아리코토를 존경하고 마음을 고쳐먹는다.
마츠다이라 노부츠나
배우 - 야마나카 소우
로쥬. 적면포창의 유행으로 인해, 고육지책으로 비밀리에 딸을 남장시켜 자신의 뒤를 잇게하고 있었다.
사와무라 덴에몬
배우 - 코다마 쥰이치
무술 지도 담당. 묘케이를 베어 죽였다.
쿠츠키 타네츠나
배우 - 나가이 마사루
묘케이
배우 - 사이토 토모아키
아리코토 소속 승려. 아리코토가 에도에 남기를 거부하자, 카스가노츠보네의 명으로 아리코토 눈 앞에서 죽임을 당한다
스테조 / 오라쿠
배우 - 하마오 노리타카
이에미츠와 아리코토 사이에서 아이가 생기지 않자, 카스가노츠보네가 이에미츠의 새로운 상대 후보로 오오쿠에 데려온 인물. 이에미츠와의 사이에서 치요히메가 태어난 후, 이에미츠로부터 "오라쿠"라는 이름이 붙혀졌다.
미조구치 사쿄 / 오나츠
배우 - 오시다 가쿠
스테조 다음으로 이에미츠의 상대 후보로 초청된 인물, 이에미츠는 햇볓에 그을린 피부를 가지고 있어, "오나츠"라는 이름을 지어주었다. 이에미츠의 측실로서 교쿠에이를 보낸 아리코토에게 혐오감을 표하고, 후대에까지 영향을 미칠 정도로 교쿠에이와의 사이가 험악해졌다 (이때의 혐오 발언이 교쿠에이에겐 용서하기 어려워, 이에노부 (오나츠의 손녀)를 츠나요시의 후계자로 삼는 것을 반대하는 한가지 원인이 되었다).
마츠다이라 테루츠나
배우 - 토미야마 에리코
마츠다이라 노부츠나의 딸. 남장하고 삭일의 예를 하기 위해 등성하는 등, 마츠다이라가의 후계자로 행세한다.
나카네 마사모리
배우 - 니시지마 요이치
치요히메
배우 - 와다 아오이
이에미츠의 장녀. 아버지는 스테조/오라쿠노카타. 후의 4대 쇼군 도쿠가와 이에츠나

### 5대 도쿠가와 츠나요시×에몬노스케 편
도쿠가와 츠나요시 / 토쿠코
배우 - 나카 리이사 (아역 - 오카모토 미쿠)
이에미츠의 3녀. 타테바야시번주를 거쳐, 5대 쇼군이 된다.
에몬노스케 / 미나세 츠구히토
배우 - 야마모토 코지
츠나요시의 미다이도코로 노부히라가 교토에서 불러들인 가난한 공가 출신의 죠로오토시요리. 후에 츠나요시로부터 "수상한 놈"이라며 마음에 들어, 오오쿠 소오토리시마리 역에 오른다.
케이쇼인
배우 - 류 라이타
노인이 된 교쿠에이. 츠나요시의 아버지이며, 이에미츠 사후 출가하였지만, 요시야스와 성관계를 갖는다.
야나기사와 요시야스 / 오모토
배우 - 쿠라시나 카나 (아역 - 타나카 유아)
츠나요시의 소바요닌, 그녀가 타테바야시 시절부터 어린 시절부터 코쇼로서 섬기고 있었다.
타카츠카사 노부히라
배우 - 혼다 치카라
츠나요시의 미다이도코로. 교토에서 에몬노스케를 불러들였다.
덴베에 / 오덴
배우 - 토쿠시게 사토시
츠나요시의 측실로, 후계자인 마츠히메의 아버지.신분이 낮은 쿠로쿠와모노에서 갑자기 출세한 것으로, 버려진 아이에서 갑자기 출세한 케이쇼인의 마음에 들었다.
아키모토
배우 - 나카가와 다이스케
에몬노스케의 헤야코. 안경을 쓴다.
오고우, 오비 
배우 - 와타나베 에리코, 키무라 미호 (아사가야 자매)
에도의 마을에 사는 여자들. 안경을 쓰고 있다.
마츠히메
배우 - 토미스 마나 (유소기), 나카무라 오토바 (유아기)
츠나요시의 외동딸로, 아버지는 덴베에/오덴노카타. 차기 쇼군 후보였으나, 고열로 사망.
마키노 쿠니히사 / 아구리
배우 - 요시자와 히사시
나리사다의 남편
마키노 나리사다
배우 - 우치다 치카
츠나요시의 소바요닌. 가족을 츠나요시에게 빼앗기고, 그 일로 심신에 병이 들어, 영지를 반납하고 사직한다.
마키노 사다야스
배우 - 미야케 료스케
나리사다의 아들. 후에 아버지 쿠니히사와 함께 오오쿠에 들어자기만, 병사한다.
이치카와 단쥬로
배우 - 니시카와 센사토지
류코
배우 - 야마모토 가쿠
고코쿠지의 주지. 과거, 오오쿠에 들어가기 전, 케이쇼인에게 쇼군의 아버지가 될 것이라 예언한 승려로, 케이쇼인이 젊었을 때, 생물을 죽인 것도 알아맞췄다.
오오스케
배우 - 잇시키 요헤이
케이쇼인이 불러들인 공가 출신 측실.
신스케
배우 - 칸다 죠
에몬노스케가 불러들인 공가 출신 측실.
쇼군의 염자(念者)
배우 - 이케다 코우, 오리베 요시나리
도쿠가와 미츠사다
배우 - 이이지마 준코
키슈번주로, 츠나노리・요리모토・요시무네의 어머니. 어린 노부 (도쿠가와 요시무네)를 포함한 세 자녀를 데리고 등성하여 츠나요시를 알현한다.
오오이시 쿠라노스케
배우 - 후쿠이 히로아키
키라 코즈케노스케
배우 - 츠카모토 케이코
카와라반
배우 - 아소 코야타
아코 낭사 47사의 습격을 알리다.
코후의 간자
배우 - 마츠무라 류노스케
잠자리에서 츠나요시의 목숨을 노렸지만, 아키모토에게 저지당했다.
도쿠가와 츠나노리 、도쿠가와 요리모토 
배우 - 키미지마 미츠키, 사카가미 리리아
키슈번주 도쿠가와 미츠사다의 장녀와 차녀. 노부 (도쿠가와 요시무네)의 언니이다.
어머니 미츠사다와 함께 등성하여, 츠나요시 자신의 배려로 노부 (도쿠가와 요시무네)도 함께 3자매가 그녀를 알현한다. 이때, 츠나요시가 선물로 그녀가 젊은 시절에 쓴 칸자시를 하사했다.
로쥬
배우 - 우시오다 유카리、후지모토 사키 (배역명 : 아베 마사타케), 카네타니 마유미, 우지이에 메구미, 히사 렌, 안도 히토미

## 스탭
- 원작 - 요시나가 후미 『오오쿠』
- 각본 - 모리시타 요시코
- 음악 - KOHTA YAMAMOTO
- 주제가
  - 시즌1 - 이쿠타 리라 「민들레(蒲公英)」
  - 시즌2 - Aimer 「白色蜉蝣」
- 연출
  - 시즌1 - 오오하라 타쿠, 타지마 아키히로, 카와노 히데아키
  - 시즌2 - 오오하라 타쿠, 스에나가 하지메, 카와노 히데아키, 키무라 타카후미
- 제작총괄
  - 시즌1 - 후지나미 히데키
  - 시즌2 - 하세 토모키, 후지나미 히데키
- 프로듀서
  - 시즌1 - 후나타 료스케, 마츠다 야스노리
  - 시즌2 - 후나타 료스케, 마츠다 야스노리, 후나바시 테츠오
- 제작ㆍ저작 - NHK

## 방송 회차
- 첫회인 1회는 22시 ~ 23시까지의 15분 확대 방송이었다.

| 회 | 방송일   | 서브타이틀                                                                 | 연출            |
| -- | -------- | -------------------------------------------------------------------------- | --------------- |
| 1  | 1월 10일 | 8대 쇼군 요시무네ㆍ미즈노 유노신 편                                        | 오오하라 타쿠   |
| 2  | 1월 17일 | 3대 쇼군 이에미츠ㆍ마데노코지 아리토코 편                                  | 오오하라 타쿠   |
| 3  | 1월 24일 | 3대 쇼군 이에미츠ㆍ마데노코지 아리토코 편                                  | 타지마 아키히로 |
| 4  | 1월 31일 | 3대 쇼군 이에미츠ㆍ마데노코지 아리토코 편                                  | 카와노 히데아키 |
| 5  | 2월 7일  | 3대 쇼군 이에미츠ㆍ마데노코지 아리코토 편 5대 쇼군 츠나요시ㆍ에몬노스케 편 | 오오하라 타쿠   |
| 6  | 2월 14일 | 5대 쇼군 츠나요시ㆍ에몬노스케 편                                           | 오오하라 타쿠   |
| 7  | 2월 21일 | 5대 쇼군 츠나요시ㆍ에몬노스케 편                                           | 타지마 아키히로 |
| 8  | 2월 28일 | 8대 쇼군 요시무네ㆍ미즈노 유노신 편                                        | 카와노 히데아키 |
| 9  | 3월 7일  | 8대 쇼군 요시무네ㆍ미즈노 유노신 편                                        | 오오하라 타쿠   |
| 10 | 3월 14일 | 8대 쇼군 요시무네ㆍ미즈노 유노신 편                                        | 오오하라 타쿠   |